# Натурализам (уметност)
Натурализам је појам под којим се у начелу подразумева приказ оног што је видљиво, верно до детаља (слично фотографској репродукцији), насупрот реализму без вредносне интерпретације. Натуралистичке тенденције могу се регистровати у скоро свим епохама историје уметности. Поистовећен са реализмом, натурализам је у 19. веку представљао противтежу академском класицизму. Овакво разумевање натурализма довело је средином 19. века до појаве сликарства у слободном простору. За означавање самосвојног стилског правца који је био заступљен од 1870. до 1900. усталио се назив натурализам најкасније 1886. године када је овај појам из књижевности пренет на сликарство. Он се темељио у позитивизму и тематизовао је — социјално критички до фаталистички — малограђански, односно пролетерски, миље и његову беду, а да при томе није развио јединствене стилске одлике. Представници натурализма су, између осталих:
- Гистав Курбе, Француска
- В. Лајбл, Немачка
- Макс Либерман, Немачка
- Фриц фон Уде, Немачка
- Кете Колвиц, Немачка